# Привітне (Євпаторійський район)
Приві́тне (до 1945 року — Бьолек-Аджи; крим. Bölek Acı) — село Євпаторійського району Автономної Республіки Крим.

## Виноски
1. ↑  Поштові індекси та відділення поштового зв’язку України. Укрпошта. Архів оригіналу за 18 листопада 2019. Процитовано 11 червня 2020.
2. ↑   Привітне на weather.in.ua